# Économie de don
Pour les articles homonymes, voir Don.
L'économie du don est le support profond de l'échange entre les individus. Elle fonde les bases de toute activité sociale, et contribue à la production de norme sociale.
Pour les anthropologues, notamment pour Marcel Mauss dans son Essai sur le don. Forme et raison de l'échange dans les sociétés archaïques (1923-1924), le don repose sur la triple obligation de « donner, recevoir, et rendre ». Le don fonctionne grâce au pouvoir quasi spirituel qui est propre à l'objet donné, unilatéralement offert dans le cadre d'une relation. Sans la croyance en cette force par les donataires, le don n'existe pas ou ne peut être perçu comme tel par ceux qui le reçoivent.
Pour les économistes comme François Perroux, l'échange peut consister en :
- « don pour donner » : je donne sans contrepartie exigée ou attendue explicitement par le donateur
- « pseudo-don » : je donne pour gagner ultérieurement, dans le cadre d'une offre supposant une obligation de contrepartie, immédiate ou différée, sous forme de dette ou de prestation

## Don et sociétés traditionnelles
Marcel Mauss voit dans le don une modalité particulière de circulation des richesses. L'étude faite du potlatch (pratiqué par les autochtones du Canada et du nord des États-Unis) illustre cette conception. La pratique du don peut coexister dans ces sociétés avec d'autres formes d'échanges, réalisés sous forme de troc ou même avec échange monétaire.
Cette forme d'échange existe également dans de nombreuses autres parties du monde : dans le cadre de relations sociales où se produisent des « dons » auxquels peuvent répondre des « contre-dons », se joue non seulement la problématique du pouvoir entre individus mais aussi celle du statut social dans la tribu et entre tribus. La recherche de ce statut pouvant conduire éventuellement à la mobilisation et à une destruction importantes de biens économiques. Et ce, à la différence des économies dites modernes, où il s'agit d'accumuler d'une façon dite « plus rationnelle » biens et capital, à des fins plus diversifiées comme la thésaurisation et a fortiori d'investissement.
Cette différence de perspective peut expliquer pour une part pourquoi, par exemple, dès les premières rencontres entre Européens et tribus autochtones, s'est jouée une incompréhension entre cultures, qui a pu conduire à la guerre et même à la disparition des peuples natifs. Ainsi, la mort de James Cook aux îles Hawaï pourrait s'expliquer par cette méconnaissance : ayant tout donné lors de leur première rencontre avec les Anglais, les indigènes, qui ne veulent pas « perdre la face » vont massacrer James Cook à son retour quelques semaines plus tard.
Ces conceptions sont aujourd'hui prolongées par le MAUSS (Mouvement anti-utilitariste dans les sciences sociales) (et la revue du MAUSS dirigée par Alain Caillé, à qui l'on prête parfois la volonté de promouvoir une économie du don).

## Don et religions

### Don et christianisme
L'économie de la gratuité et du don est particulièrement mise en avant dans le christianisme et dans beaucoup d'autres religions[réf. nécessaire]. Dans l'encyclique Centesimus annus, le pape Jean-Paul II avait relevé la nécessité d'un système impliquant trois sujets : le marché, l'État et la société civile. Il avait identifié la société civile comme le cadre le plus approprié pour une économie de la gratuité et de la fraternité, mais il ne voulait pas l’exclure des deux autres domaines. Dans l'encyclique Caritas in Veritate, le pape Benoît XVI rappelle que la gratuité constitue une forme concrète et profonde de démocratie économique, qui répand et alimente la solidarité et la responsabilité pour la justice et pour le bien commun auprès de ses différents sujets et acteurs.

## Don et société moderne
Le don est un rapport non instrumental, non contractuel (ni équivalence, ni réciprocité), de confiance, de partage ou d'endettement mutuel, ininterrompu, positif, différé (pari risqué, sans délai précis, sans certitude), dans l'« éternel flux et bouillonnement des liens entre individus et entre groupes » (Georg Simmel). Le don concerne la circulation de biens, services (temps, disponibilité, hospitalité...), paroles, gestes, regards, symboles, intentions, relations, mais n'est même pas assimilable à la somme des intérêts économiques, symboliques, stratégiques (gagnant-gagnant), à l'intérieur de tout groupe d'appartenance (dont famille, clan, tribu...).
L'économie du don est souvent évoquée, surtout indirectement, par les philosophes, les penseurs, intellectuels, artistes…, qui font référence à l'amour[réf. nécessaire].
Ce type d'économie existe, ou subsiste, majoritairement au sein des familles ou entre amis, entre voisins : échanges de nourriture, de travail (gratuit), services (logement, dons monétaires, prêts…) ou autres ne sont pas comptabilisés, dans le PNB. Les visites se font à  tour de rôle (significativement l'anglais utilise le terme to pay a visit). Cela vaut pour la convivialité, sous la forme d'échanges cérémoniels, cadeaux rituels, offrandes, invitations, réceptions, pots, fêtes (mariage...)...
Au-delà du cercle étroit des proches, le bénévolat relève de cette économie du don. Le don suppose qu'on reconnaît un état de besoin de participer à la « chaîne infinie des appartenances ». Le don est ainsi moteur et performateur des alliances. Par exemple, le Réseau d'échanges réciproques de savoirs et les systèmes d'échanges locaux s'inscrivent clairement dans cette culture du don et du contre don. Ils ont donc à la fois un rôle de diffuseurs de biens ou de services économiques et agents de développement du lien social.
Une partie des militants des mouvements décroissants s'inscrivent aujourd'hui dans un système d'échange fondé sur le don et non sur la valeur monétaire des biens.
Durant la crise économique de l'Argentine de 1988 à 2001, les cercles d'échange (système d'échange local) se sont multipliés dans tout le pays pour faire face au chômage et permettre des échanges économiques sans monnaie. Le Red Argentina de Trueque centralisait l'ensemble des cercles du pays, il a fini par créer une monnaie parallèle au peso en 2001.
L'éthique médicale postule que le corps humain ne peut être une marchandise comme une autre. En Europe les banques du sang et autres banques d'organes humains fonctionnent grâce au don. Les donateurs ne reçoivent aucune garantie de réciprocité. Les paiements sont suspects, et même souvent interdits par la loi. Le développement des recherches bio-médicales notamment sur les cellules souches le clonage peuvent mettre à mal ce postulat du don.
Au contraire, il existe une forme d'endettement mutuel négatif, quand la relation de confiance et de partage s'inverse. Ainsi, entre la France et les enfants d'immigrés, s'est (parfois) développée la dette en trop, avec les diverses postures : intégration, conflit, ressentiment, dans une relation perdant-perdant.
La protection sociale (à la française) peut s'analyser comme relevant de l'économie du don : assurance sociale, obligatoire, contributive, distributive.

### Associations dans l'économie du don
De nos jours, les associations ont un rôle essentiel dans l'économie du don. Elles constitue l'espace formel privilégié de la circulation du don où des alliances personnelles peuvent se nouent à grandes échelles. Cela en son sein (entre les adhérents, des bénévoles à l'association, etc) et pour les acteurs extérieures à elle-même (une entreprise ou un acteur public passe par une association afin de réaliser des dons à des personnes dans le besoins par exemple).
A l'extérieur, leur rôle varierait en fonction du type du don  :
-Dans le cas du don bureaucratique (don géré par des professionnels suivant certaines procédures afin de rationaliser et optimiser les processus de gestion),  les associations y sont d'importantes actrices d’intermédiation entre les donateurs et les receveurs. Elles ont la connaissance et le temps que certains donateurs n’ont pas, et mettent ainsi en action leurs valeurs humanistes. 
-Dans le cas du don participatif (don où les donateurs sont complètement intégrés au dispositif et où la bureaucratie est limitée), le rôle des associations y est plutôt celui du receveur. En effet, ici les donateurs encouragent certains projets d’une ONG en contribuant financièrement (via une plateforme en ligne par exemple). 
Auparavant implicite, le rôle des associations en tant que délégataire des donateurs envers les bénéficiaires est aujourd’hui explicitement pratiquée.

### Chiffres économiques
En France, l'économie du don représente 1,3 million d'associations, 16 millions de bénévoles et 1,8 million de salariés. Bien que pesant plus que l'agriculture ou l'artisanat[réf. nécessaire], le monde associatif est présent dans les médias audiovisuels de façon homéopathique, surtout lors de « prétendus scandales ».
En 2007, le budget cumulé du financement des associations et des fondations françaises est de près de 65 milliards d'euros : les « générosités privées » ne représentent que 7 % du montant, les subventions publiques 35 % et les 58 % restants sont constitués des cotisations et de prix de prestations.
Selon le tableau d'honneur du World Giving Index, la France se classe au 80e rang sur 153 pays en 2011 : la générosité des Français serait dix fois plus faible que celle des Américains et cinq fois plus faible que celle des Anglais.[réf. nécessaire] dans le contexte d'un système d'assurance sociale particulièrement développé, organisant structurellement les solidarités redistributives et requérant la participation de tous plutôt que la libre participation de chacun.

### Techniques de collecte
Jusqu'aux années 90, le mailing a été le principal support de collecte de fonds. Relayé par le phoning, il est supplanté au début des années 2000 par la généralisation du prélèvement automatique obtenu par la technique du street fundraising (en). Ce dernier peut représenter désormais entre 20 % et 50 % des dons manuels de certaines associations.
Mais avec les nouveaux médias mobiles, la collecte par la rencontre des donateurs à leur domicile se développent notamment aux États-Unis : on parle de « house fundraising », de collecte en réunion ou de collecte en porte-à-porte.

### Cas particulier de la connaissance
Le détenteur d'un savoir ou d'une information ne la perd pas quand il la partage avec autrui (bien non-rival), et le coût de la transmission est bas, voire négligeable. Cela rend ce type de biens particulièrement apte aux dons. De plus, la valeur d'une information est difficile à faire mesurer par autrui sans la lui donner, ce qui la rend peu apte au troc et aux échanges.
La recherche scientifique fonctionne comme une économie de don. Les scientifiques publient leurs recherches sans attendre explicitement d'autres résultats scientifiques en échange. Néanmoins cela augmente leur réputation ; utiliser les résultats publiés par un autre chercheur sans le citer, ou pire encore se les attribuer soi-même, (le privant ainsi de son bénéfice en termes de réputation) sont des comportements honnis.
La communauté du logiciel libre fonctionne sur un mode similaire. Fonctionnent également de même les échanges, ou plutôt la mise à disposition, de programmes informatiques, de vidéos, ou de morceaux de musique via internet (partage de fichiers en pair à pair) ou directement d'appareil à appareil entre amis, soulevant au passage une polémique sur le mépris à l'égard de la propriété intellectuelle lorsque le matériel échangé n'est pas libre de droits.
La non-rivalité des biens immatériels implique un coût marginal nul mais n'implique pas forcement un don, ni une dé-monétisation, c'est-à-dire un partage gratuit du bien. Une économie marchande et démocratique, impliquant une monnaie et respectant le principe du partage, est possible si la notion de prix (scalaire) est transformée en notion de prix-fonction et qu'un mécanisme de micro-remboursement, par Internet, assure l'équité du partage, dit alors partage marchand. On peut alors véritablement parler d'économie du partage et sa monétisation permet d'approcher et de faciliter la recherche d'une répartition équitable des richesses produites en société, sans construction juridique complexe comme celle du Droit d'Auteur.

### Anarchisme et décroissance
Le syndicalisme anarchiste (Fernand Pelloutier) considère l'économie axée sur l'échange non monétaire du don comme la forme sociale idéale des échanges, apte notamment à éliminer la pauvreté.
Le communisme intégral ou anarcho-communisme est très éloigné du communisme bolchevique : il n'y a ni argent, ni bons d'achat, ni clous des SEL, bref pas de marché, pas de monnaie, les produits sont donnés et distribués librement. Les individus ne consomment que ce dont ils ont besoin. Ils distribuent le reste. De ce fait, il n'y a ni accumulation des richesses, ni pauvreté. Les individus ne produisent que ce dont ils ont besoin. La spécialisation du travail n'existe que parce qu'il est impossible de produire tout ce dont l'individu a besoin, d'où l'échange par le don. Dans l'anarcho-communisme, il n'y a pas d'État planificateur (ni dieu, ni maître).
Pour les bolcheviques, le socialisme est une étape de transition vers un communisme intégral, c'est-à-dire que sont maintenus une monnaie qui régule les échanges, un travail spécialisé entre ouvriers, ingénieurs, économistes, intellectuels, et membres du parti qui dirigent la société. Pour produire ce dont tous citoyens ont besoin, le centralisme de la planification est l'instrument de l'État en matière économique.
Sans promouvoir un communisme intégral, ni l'idéal anarchiste, la proposition de la décroissance insiste sur les limites de notre écosystème. Il s'agit d'accepter de limiter sa consommation pour ne pas détruire la planète et par conséquent de limiter des échanges de type capitaliste en développant des échanges de proximité. Mouvement qui serait particulièrement opportun comme le confirme l'essor parfois massif l'économie du don ou du développement de formes d'échanges en réponse aux périodes de crise économique et de faillite des États (émergence de circuits courts, regain des économies parallèles...).

## Dans la littérature
- La Trilogie de Mars par Kim Stanley Robinson suggère que ce genre d'économie s'installera dans les sociétés humaines qui se développeront dans l'avenir, loin de la Terre.
- Les Dépossédés par Ursula K. Le Guin décrit entre autres une société qui fonctionne selon une économie de don.
- Nouvelles de nulle part ou Une Ère de repos par William Morris est un roman d'une société utopique qui fonctionne selon l'économie du don.